# Ponkan

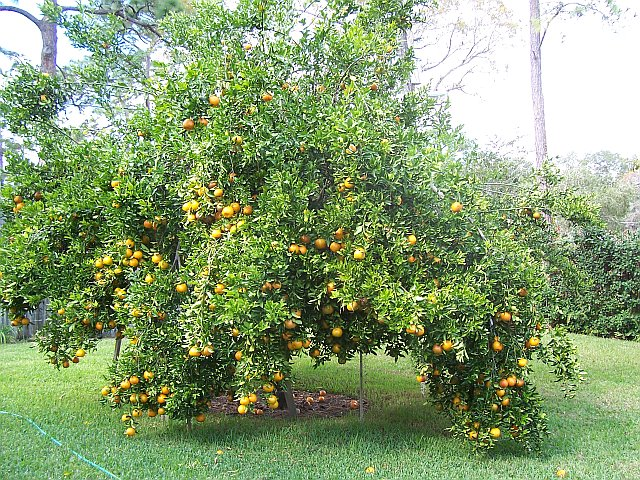
Ponkan

Ponkan  (Chino: 椪柑, Japonés: ポンカン) (‘Naranja china de miel’) es una tangerina, pero sus frutos son del tamaño de una naranja. El fruto es redondo, con un diámetro medio de entre 7 y 8 cm.